# ホスファチジルイノシトールジアシルグリセロールリアーゼ

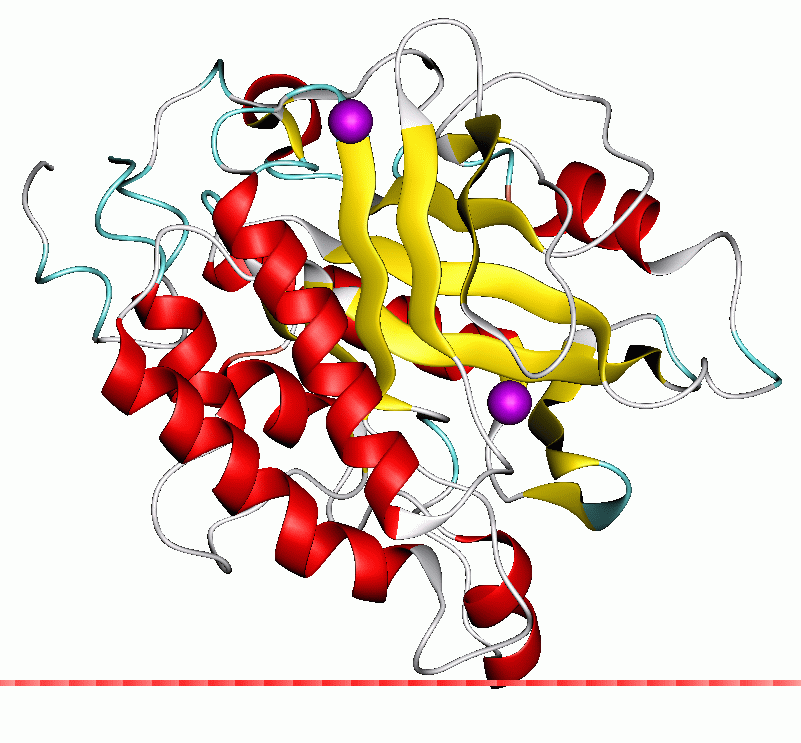
500ホスファチジルイノシトールに特異的なホスホリパーゼC (OPM databaseより)

ホスファチジルイノシトールジアシルグリセロールリアーゼ (Phosphatidylinositol diacylglycerol-lyase、EC 4.6.1.13)は、以下の化学反応を触媒する酵素である。
1-ホスファチジル-1D-ミオイノシトール {\displaystyle \rightleftharpoons } 1D-ミオイノシトール-1,2-環状リン酸 + 1,2-ジアシル-sn-グリセロール
従って、この酵素の基質は1-ホスファチジル-1D-ミオイノシトールのみ、生成物は1D-ミオイノシトール-1,2-環状リン酸と1,2-ジアシル-sn-グリセロールの2つである。
この酵素はリアーゼ、特にリン-酸素リアーゼに分類される。系統名は、1-ホスファチジル-1D-ミオイノシトール 1,2-ジアシル-sn-グリセロールリアーゼ (1D-ミオイノシトール-1,2-環状リン酸形成)(1-phosphatidyl-1D-myo-inositol 1,2-diacyl-sn-glycerol-lyase (1D-myo-inositol-1,2-cyclic-phosphate-forming))である。他に、monophosphatidylinositol phosphodiesterase、phosphatidylinositol phospholipase C、1-phosphatidylinositol phosphodiesterase、1-phosphatidyl-D-myo-inositol inositolphosphohydrolase (cyclic-phosphate-forming)、1-phosphatidyl-1D-myo-inositol diacylglycerol-lyase (1,2-cyclic-phosphate-forming)等とも呼ばれる。この酵素は、イノシトールリン酸代謝に関与している。

## 構造
2007年末時点で、2つの構造が解明されている。蛋白質構造データバンクのコードは、1T6Mと2OR2である。